# جان جيرو
جان جيرو (بالفرنسية: Jean Giraud)‏ (و. 1938 – 2012 م) هو كاريكاتيري، وكاتب قصص مصورة، وكاتب سيناريو من فرنسا .
توفي في باريس .

## التعليم
تعلم في École nationale supérieure des arts appliqués et des métiers d'art

## أعمال بارزة
من أهم أعماله Arzach

## جوائز
حصل على جوائز منها:
- فارس وسام الاستحقاق الوطني
- Grand Prix de l'Imaginaire
- قائد الفنون والآداب
- Inkpot Award.

## روابط خارجية
- جان جيرو على موقع IMDb (الإنجليزية)
- جان جيرو على موقع مونزينجر (الألمانية)
- جان جيرو على موقع ألو سيني (الفرنسية)
- جان جيرو على موقع ميوزك برينز (الإنجليزية)
- جان جيرو على موقع أول موفي (الإنجليزية)
- جان جيرو على موقع قاعدة بيانات الأفلام السويدية (السويدية)
- جان جيرو على موقع قاعدة بيانات الفيلم (الإنجليزية)
- جان جيرو على موقع كينوبويسك (الروسية)